# A Ferencvárosi TC 2010–2011-es szezonja
A Ferencvárosi TC 2010–2011-es szezonja 2010. július 2-án kezdődött el, egy eszéki felkészülési mérkőzéssel, és 2011. május 22-én fejeződött be, a Lombard Pápa elleni bajnokival, mely sorozatban a 2., összességében pedig a 107. idénye volt a csapatnak a magyar első osztályban. A klub fennállásának ekkor volt a 112. évfordulója.
A szezonban ötvenöt mérkőzést játszott a csapat, melyből huszonhatot megnyert, tizenhetet elveszített és tizenkétszer döntetlent ért el. A bajnokságban harmadikként zártak, így a következő szezonban indulhatnak a nemzetközi kupaporondon. A magyar kupában az ötödik fordulóban a BFC Siófok ejtette ki a csapatot, míg a ligakupában a csoportkör jelentette a végállomást.
A bajnokságban a legjobb ferencvárosi góllövő André Schembri lett, tizenhat találattal, aki ezzel a góllövőlista második helyén végzett.
|          | M  | GY | D  | V  | LG–KG | GK  |
| -------- | -- | -- | -- | -- | ----- | --- |
| Összesen | 55 | 26 | 12 | 17 | 88–68 | +20 |

## A szezon

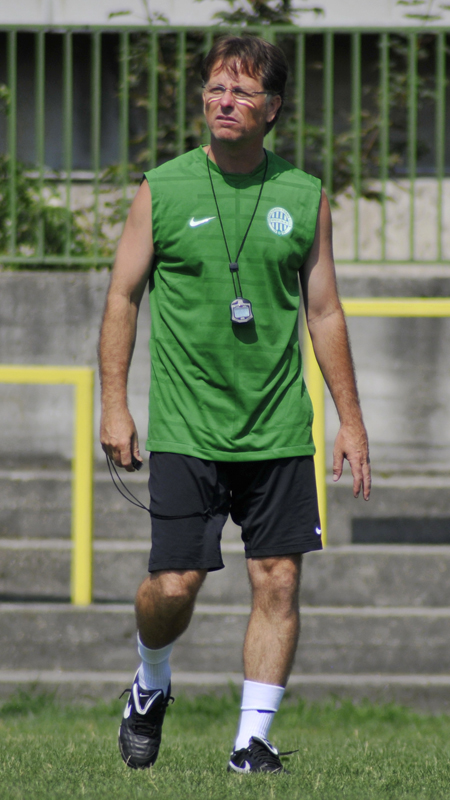
Prukner egy edzésen

A szezon előtt az egyik legnagyobb változás a klubnál a vezetőedzői poszton történt, hiszen Craig Short helyét Prukner László vette át. Prukner a Kaposvári Rákóczi csapatát hagyta ott a Ferencváros irányításáért.
A nyári edzőmérkőzések alkalmával nem szerepelt túl jól a csapat. Összesen hét mérkőzést játszottak, ebből kettő döntetlennel, öt pedig vereséggel ért véget a Ferencváros szempontjából.
A bajnoki rajtra július 30-án került sor, hazai pályán, a Paks ellen. Ez volt a 2010–11-es bajnokság nyitómérkőzése is. Az 5 500 néző előtt lejátszott mérkőzésen meglepetésre a Paks került előnybe, a korábbi ferencvárosi játékos, Bartha László góljával. Három percre rá egyenlített a hazai csapat, a 2010. nyarán szerződtetett Marek Heinz góljának köszönhetően. Még az első félidőben kialakult a végeredmény, hiszen Szabó János öngóljával az FTC átvette a vezetést és a mérkőzés végéig meg is tartotta azt.
A következő fordulóban egy kései Abdi góllal győzedelmeskedett a Ferencváros Kecskeméten (2–1), majd a harmadik fordulóban a Budapest Honvéd az Albert Flórián Stadionban verte meg az FTC-t (1–3). Ezután döntetlen a Videoton ellen (1–1) és győzelem a Győri ETO ellen (3–0).
A következő mérkőzés az Újpest ellen volt, a hatodik fordulóban, szeptember 11-én. A találkozón Heinz kiállítása után átvette az Újpest az irányítást és a félidőben 2–0-ra vezetett. A végeredmény 6–0 lett. Ezzel a súlyos vereséggel a Ferencváros a hatodik helyre csúszott vissza a tabellán.
A tizedik fordulóig még egy vereség (BFC Siófok 1–2) és három győzelem (Vasas 3–1, MTK Budapest 3–0, Kaposvári Rákóczi 1–0) lett a mérleg, így a harmadik helyen állt a csapat. A tizenegyedik fordulóban a Debreceni VSC ellen idegenben szenvedtek vereséget (1–2), de a következő körben az utolsó helyezett Szolnoki MÁV ellen sikerült a javítás (1–0). Az őszi szezonból ekkor még négy mérkőzés volt hátra. Az őszi szezon hajráját a Zalaegerszegi TE ellen kezdték meg (1–2), majd a Szombathelyi Haladás (2–1), Lombard Pápa (5–0) következett, végül a bajnokság első felét Pakson zárta a Ferencváros (2–3).
Az őszi szezon végén a csapat a tabella negyedik helyén állt.
A tavaszi szezont jól kezdték, két győzelem egymás után, először a Kecskemét ellen (2–1), majd a Honvéd ellen is győztesen hagyták el a pályát (1–0).
A tizenkilencedik fordulóban következett a bajnokság rangadója, a Ferencváros–Videoton mérkőzés. Amennyiben a ferencvárosiak legyőzték volna a fehérváriakat, három pontra megközelítették volna őket. A találkozó hatalmas kiütést hozott hazai szempontból, mert a találkozó végeredménye 0–5 lett, és a Videoton így már kilenc ponttal vezette a bajnokságot. A Fradi maradt a második, még ezzel a vereséggel is.
A huszadik fordulóban vereség Győrben (0–1), majd következett az Újpest elleni mérkőzés hazai pályán, ahol Heinz góljával a Fradi legyőzte ősi ellenfelét, 2003. november 29-e óta először (1–0). A következő fordulókban döntetlen Siófokon (1–1), majd vereség a Vasastól (0–1), győzelem a kiesés ellen menekülő MTK Budapest ellen idegenben (3–1), majd pedig a huszonötödik fordulóban vereség Kaposváron (1–2). Ekkor még öt forduló volt hátra, és a csapat a negyedik helyen állt a tabellán.
A hajrát nem zárta fényes mérleggel a Ferencváros, mindössze két győzelemmel és három döntetlennel zártak. Sorrendben: Debrecen (1–1), Szolnok (3–2), Zalaegerszeg (4–4), Haladás (1–1), Pápa (3–0). Ám ezek az eredmények is elegendők voltak ahhoz, hogy a gárda megszerezze a harmadik helyet, azaz a dobogó legalsó fokán végezzen, így indulhat a nemzetközi kupaporondon a következő szezonban. Erre legutóbb 2005-ben volt példa.

## Statisztikák
Utolsó elszámolt mérkőzés dátuma: 2011. május 22.

### Mérkőzések
| Lejátszott mérkőzések száma        | 38 (30 Monicomp Liga, 4 Magyar kupa, 4 Ligakupa)    |
| Győzelmek száma                    | 19 (15 Monicomp Liga, 3 Magyar kupa, 1 Ligakupa)    |
| Döntetlenek száma                  | 8 (5 Monicomp Liga, 0 Magyar kupa, 3 Ligakupa)      |
| Vereségek száma                    | 11 (10 Monicomp Liga, 1 Magyar kupa, 0 Ligakupa)    |
| Szerzett gólok száma               | 71                                                  |
| Kapott gólok száma                 | 51                                                  |
| Gólkülönbség                       | +20                                                 |
| Sárga lapok                        | 81                                                  |
| Kiállítások                        | 5                                                   |
| Legtöbbet figyelmeztetett játékos  | Marek Heinz (5 , 2 )                                |
| Legnagyobb arányú győzelem         | Újbuda TC 1–8 Ferencváros (2010. 09. 22.)           |
| Legnagyobb arányú vereség          | Újpest 6–0 Ferencváros (2010. 09. 11.)              |
| Legmagasabb hazai nézőszám         | 12 000 néző, Ferencváros 1–0 Újpest (2011. 04. 01.) |
| Legalacsonyabb hazai nézőszám      | 250 néző, Ferencváros 0–0 Haladás (2010. 11. 03.)   |
| Legtöbbször pályára lépett játékos | Csizmadia Csaba (33 mérkőzés)                       |
| Házi gólkirály                     | André Schembri (17 )                                |
| Pontok                             | 65/114 (57,02%)                                     |

### Kiírások
| Kiírás        | Statisztikák | Statisztikák | Statisztikák | Statisztikák | Statisztikák | Statisztikák | Kezdő forduló | Végső forduló/ helyezés | Mérkőzések dátumai | Mérkőzések dátumai |
| Kiírás        | M            | GY           | D            | V            | LG–KG        | GK           | Kezdő forduló | Végső forduló/ helyezés | Első               | Utolsó             |
| ------------- | ------------ | ------------ | ------------ | ------------ | ------------ | ------------ | ------------- | ----------------------- | ------------------ | ------------------ |
| Monicomp Liga | 30           | 15           | 5            | 10           | 50–43        | +7           | —             |                         | 2010. 07. 30.      | 2011. 05. 22.      |
| Magyar kupa   | 4            | 3            | 0            | 1            | 16–5         | +11          | 3. forduló    | 5. forduló              | 2010. 09. 22.      | 2011. 03. 01.      |
| Ligakupa      | 4            | 1            | 3            | 0            | 5–3          | +2           | Csoportkör    | Csoportkör              | 2010. 07. 28.      | 2011. 02. 16.      |

## Átigazolások

### Átigazolások 2010. nyarán
| Érkezett                 | Honnan                           |
| ------------------------ | -------------------------------- |
| Rodenbücher István       | MTK Budapest                     |
| Nagy Patrik              | Rapid Wien (kölcsönbe)           |
| Józsi György             | Győri ETO                        |
| Igor Pisanjuk            | Szolnoki MÁV (k. v.)             |
| Maróti Béla              | Kaposvári Rákóczi                |
| Júnior                   | Kaposvári Rákóczi                |
| Srđan Stanić             | Kaposvári Rákóczi                |
| Andrézinho               | Gremio                           |
| Marek Heinz              | Kapfenberger                     |
| Marko Ranilovič          | NK Maribor                       |
| Adriano Alves dos Santos | Oeste                            |
| Mester Tamás             | Kozármisleny                     |
| Nikola Jakimovszki       | Makedonija GP                    |
| Frank Wiafe Danquah      | Newcastle United                 |
| Emil Miljković           | Nafta Lendava                    |
| Iani Martín Verón        | Estudiantes La Plata (kölcsönbe) |
| Héctor Gabriel Morales   | Sheffield United (kölcsönbe)     |

| Távozott         | Hová                     |
| ---------------- | ------------------------ |
| Lipcsei Péter    | visszavonult             |
| Paul Shaw        | visszavonult             |
| Tommy Doherty    | Bradford City            |
| Carlos Alcántara | Alicante                 |
| Joaquín Martínez | Pontevedra               |
| Bojan Mamić      | Mladi radnik             |
| Megyeri Balázs   | Olimbiakósz              |
| Rafe Wolfe       | Portmore United          |
| Jason Morrison   | Stromsgodset             |
| Adnán Ahmed      | Aboomoslem               |
| Ferenczi István  | Vasas                    |
| Anthony Elding   | Rochdale                 |
| Igor Pisanjuk    | Szolnoki MÁV (kölcsönbe) |

### Átigazolások 2011. telén
| Érkezett      | Honnan                           |
| ------------- | -------------------------------- |
| Igor Pisanjuk | Szolnoki MÁV (kölcsönből vissza) |

| Távozott                 | Hová                         |
| ------------------------ | ---------------------------- |
| Igor Pisanjuk            | Vancouver Whitecaps          |
| Sam Stockley             | Telford United               |
| Iani Martín Verón        | Estudiantes La Plata (k. v.) |
| Frank Wiafe Danquah      |                              |
| Nagy Patrik              | Rapid Wien (k. v.)           |
| Adriano Alves dos Santos | Oeste (kölcsönbe)            |
| Gárdos András            | Sheffield United             |
| Fitos László             | Szolnoki MÁV (kölcsönbe)     |
| Kulcsár Dávid            | Vasas (kölcsönbe)            |
| Nikola Jakimovszki       | Teteksz (kölcsönbe)          |

## Játékoskeret
* a félkövérrel írt játékosok rendelkeznek felnőtt válogatottsággal.
| No. |          | Poszt | Játékos            |
| --- | -------- | ----- | ------------------ |
| 1   | szlovén  | K     | Marko Ranilovič    |
| 8   | magyar   | KP    | Józsi György       |
| 10  | brazil   | KP    | Andrézinho         |
| 13  | brazil   | V     | Júnior             |
| 14  | szerb    | KP    | Srđan Stanić       |
| 15  | Szerb    | V     | Đorđe Tutorić      |
| 18  | cseh     | CS    | Marek Heinz        |
| 19  | Szomália | KP    | Liban Abdi         |
| 20  | magyar   | KP    | Rósa Dénes         |
| 21  | bosnyák  | CS    | Emil Miljković     |
| 22  | magyar   | V     | Rodenbücher István |

| No. |          | Poszt | Játékos                |
| --- | -------- | ----- | ---------------------- |
| 23  | Málta    | K     | Justin Haber           |
| 25  | magyar   | KP    | Maróti Béla            |
| 26  | magyar   | V     | Dragóner Attila        |
| 27  | Málta    | KP    | André Schembri         |
| 28  | magyar   | K     | Mester Tamás           |
| 29  | magyar   | V     | Fülöp Noel             |
| 30  | magyar   | KP    | Tóth Bence             |
| 35  | argentin | CS    | Héctor Gabriel Morales |
| 60  | magyar   | CS    | Pölöskey Péter         |
| 78  | magyar   | V     | Balog Zoltán           |
| 85  | magyar   | V     | Csizmadia Csaba        |

## Felkészülési mérkőzések

### 2010. nyár
| 2010. július 2. 17:00 |

| NK Osijek | 2 – 0   | Ferencváros |
| --------- | ------- | ----------- |
|           | (1 – 0) |             |

| Eszék |

| 2010. július 8. 18:00 |

| Nafta Lendava | 1 – 0   | Ferencváros |
| ------------- | ------- | ----------- |
|               | (1 – 0) |             |

| Lendva |

| 2010. július 11. 16:30 |

| Steaua Bucureşti | 1 – 0   | Ferencváros |
| ---------------- | ------- | ----------- |
|                  | (1 – 0) |             |

| Bad Reichenhall |

| 2010. július 13. 18:00 |

| Oţelul Galaţi | 1 – 1   | Ferencváros |
| ------------- | ------- | ----------- |
|               | (0 – 0) |             |

| Eugendorf |

| 2010. július 15. 18:00 |

| Ferencváros | 1 – 2   | Timişoara |
| ----------- | ------- | --------- |
|             | (0 – 0) |           |

| Gröbming |

| 2010. július 17. 16:30 |

| Ferencváros | 1 – 1   | RB Leipzig |
| ----------- | ------- | ---------- |
|             | (0 – 1) |            |

| Windischgarsten |

- A mérkőzés a 82. percben jégeső miatt félbeszakadt.

| 2010. július 23. 17:15 |

| Ferencváros | 0 – 1   | Konyaspor |
| ----------- | ------- | --------- |
|             | (0 – 0) |           |

| Gyirmót |

### 2011. tél
| 2011. január 21. 11:00 |

| Târgu Mureş                                      | 2 – 3               | Ferencváros                          |
| ------------------------------------------------ | ------------------- | ------------------------------------ |
| Florin Dan 34' (11-esből) Zaharia 75' (11-esből) | (1 – 0) Jegyzőkönyv | Tóth 64' (11-esből) Schembri 69' 83' |

| Avântul Stadion, Szászrégen Nézőszám: 500 |

| 2011. január 26. 14:00 |

| Spartak Zlatibor voda | 0 – 1   | Ferencváros |
| --------------------- | ------- | ----------- |
|                       | (0 – 1) |             |

| Szabadka |

| 2011. január 29. 14:00 |

| Nitra | 0 – 1   | Ferencváros |
| ----- | ------- | ----------- |
|       | (0 – 1) |             |

| Nyitra |

| 2011. február 2. 15:00 |

| Hrvatski Dragovoljac | 1 – 1   | Ferencváros |
| -------------------- | ------- | ----------- |
|                      | (1 – 1) |             |

| Zágráb |

| 2011. február 5. 10:00 |

| Bihor Oradea | 1 – 3   | Ferencváros |
| ------------ | ------- | ----------- |
|              | (1 – 1) |             |

| Nagyvárad |

| 2011. február 7. 15:30 |

| Slaven Belupo | 0 – 1   | Ferencváros |
| ------------- | ------- | ----------- |
|               | (0 – 0) |             |

| Medulin |

| 2011. február 9. 14:30 |

| Gorica | 0 – 1   | Ferencváros |
| ------ | ------- | ----------- |
|        | (0 – 1) |             |

| Galižana |

- A játékvezető 11 perccel előbb lefújta a találkozót, a Pólában rendezett Horvátország–Csehország válogatott mérkőzés miatt.

| 2011. február 12. 15:00 |

| Spartak Zlatibor voda | 3 – 0   | Ferencváros |
| --------------------- | ------- | ----------- |
|                       | (1 – 0) |             |

| Galižana |

| 2011. február 15. 15:00 |

| Sloboda Tuzla | 0 – 0   | Ferencváros |
| ------------- | ------- | ----------- |
|               | (0 – 0) |             |

| Medulin |

| 2011. február 16. 14:00 |

| Čakovec | 1 – 3   | Ferencváros |
| ------- | ------- | ----------- |
|         | (1 – 0) |             |

| Csáktornya |

### Összesítés
Az alábbi táblázatban összesítve szerepelnek a Ferencváros 2010-ben és 2011-ben elért felkészülési eredményei.
| Kiírás                              | M  | GY | D | V | LG–KG | GK |
| ----------------------------------- | -- | -- | - | - | ----- | -- |
| 2010. nyári felkészülési mérkőzések | 7  | 0  | 2 | 5 | 3–9   | –6 |
| 2011. téli felkészülési mérkőzések  | 10 | 7  | 2 | 1 | 14–8  | +6 |
| Összesen                            | 17 | 7  | 4 | 6 | 17–17 | 0  |

## Bajnokság

### Őszi szezon
| 1. forduló 2010. július 30. 19:00 |

| Ferencváros                                                    | 2 – 1               | Paks          |
| -------------------------------------------------------------- | ------------------- | ------------- |
| Heinz 10' Szabó 33' (öngól) Tutorić 31' Tóth 38' Csizmadia 68' | (2 – 1) Jegyzőkönyv | Bartha 8' 84' |

| Albert Flórián Stadion, Budapest Nézőszám: 5 500 Játékvezető: Szabó Zsolt (magyar) |

| 2. forduló 2010. augusztus 7. 20:00 |

| Kecskeméti TE                  | 1 – 2               | Ferencváros                              |
| ------------------------------ | ------------------- | ---------------------------------------- |
| Tököli 45' Ebala 41' Čukić 69' | (1 – 1) Jegyzőkönyv | Rósa 4' Abdi 87' Csizmadia 49' Heinz 66' |

| Széktói Stadion, Kecskemét Nézőszám: 6 500 Játékvezető: Bede Ferenc (magyar) |

| 3. forduló 2010. augusztus 15. 17:30 |

| Ferencváros                                                    | 1 – 3               | Budapest Honvéd                                     |
| -------------------------------------------------------------- | ------------------- | --------------------------------------------------- |
| Kulcsár 51' Júnior 12' Stanić 18′, 40′ Csizmadia 43' Heinz 79' | (0 – 3) Jegyzőkönyv | Rufino 8' Hajdú 13' (11-esből) Rouani 33' Sadjo 23' |

| Albert Flórián Stadion, Budapest Nézőszám: 4 000 Játékvezető: Veizer Roland (magyar) |

| 4. forduló 2010. augusztus 21. 17:30 |

| Videoton                            | 1 – 1               | Ferencváros                                            |
| ----------------------------------- | ------------------- | ------------------------------------------------------ |
| Nikolics 63' Lipták 18' Horváth 43' | (0 – 1) Jegyzőkönyv | Andrézinho 22' 72' Tóth 34' Maróti 44' Rodenbücher 77′ |

| Sóstói Stadion, Székesfehérvár Nézőszám: 7 706 Játékvezető: Fábián Mihály (magyar) |

| 5. forduló 2010. szeptember 1. 19:00 |

| Ferencváros                        | 3 – 0               | Győri ETO                                                   |
| ---------------------------------- | ------------------- | ----------------------------------------------------------- |
| Heinz 1' 17' Schembri 47' Rósa 67' | (2 – 0) Jegyzőkönyv | Eugene 9' Völgyi 25' Ji-Paraná 67' Stevanović 67' Fehér 78' |

| Albert Flórián Stadion, Budapest Nézőszám: 10 000 Játékvezető: Bede Ferenc (magyar) |

| 6. forduló 2010. szeptember 11. 17:30 |

| Újpest                                                                        | 6 – 0               | Ferencváros         |
| ----------------------------------------------------------------------------- | ------------------- | ------------------- |
| Simon 28' Tisza 43' 90+3' Rajczi 56' 72' 56' Mitrović 61' Böőr 18' Takács 40' | (2 – 0) Jegyzőkönyv | Heinz 40′ Balog 43' |

| Szusza Ferenc Stadion, Budapest Nézőszám: 10 343 Játékvezető: Solymosi Péter (magyar) |

| 7. forduló 2010. szeptember 18. 17:30 |

| Ferencváros                        | 1 – 2               | BFC Siófok                            |
| ---------------------------------- | ------------------- | ------------------------------------- |
| Schembri 71' Rósa 81' Júnior 90+2' | (0 – 1) Jegyzőkönyv | Honma 41' Sowunmi 69' 19' Kecskés 23' |

| Albert Flórián Stadion, Budapest Nézőszám: 3 000 Játékvezető: Németh Ádám (magyar) |

| 8. forduló 2010. szeptember 26. 17:30 |

| Vasas                   | 1 – 3               | Ferencváros                                       |
| ----------------------- | ------------------- | ------------------------------------------------- |
| Lázok 52' Pavičević 23' | (0 – 2) Jegyzőkönyv | Schembri 21' 30' 53' 31' Miljković 46' Maróti 63' |

| Illovszky Rudolf Stadion, Budapest Nézőszám: 3 500 Játékvezető: Kassai Viktor (magyar) |

| 9. forduló 2010. október 1. 19:00 |

| Ferencváros                                                          | 3 – 0               | MTK Budapest          |
| -------------------------------------------------------------------- | ------------------- | --------------------- |
| Sütő 8' (öngól) 25' (öngól) Csizmadia 84' Stanić 55' Rodenbücher 78' | (2 – 0) Jegyzőkönyv | Vadnai 23' Pátkai 50' |

| Albert Flórián Stadion, Budapest Nézőszám: 4 000 Játékvezető: Szabó Zsolt (magyar) |

| 10. forduló 2010. október 16. 17:30 |

| Ferencváros                                                        | 1 – 0               | Kaposvári Rákóczi                                                  |
| ------------------------------------------------------------------ | ------------------- | ------------------------------------------------------------------ |
| Rósa 44' (11-esből) Andrézinho 33' Rodenbücher 52' Maróti 66′, 75′ | (1 – 0) Jegyzőkönyv | Zsók 14' Okuka 33' Oláh 36' Grúz 40' Kulcsár 81' Zahorecz 78′, 89′ |

| Albert Flórián Stadion, Budapest Nézőszám: 5 000 Játékvezető: Bede Ferenc (magyar) |

| 11. forduló 2010. október 24. 17:30 |

| Debreceni VSC                                | 2 – 1               | Ferencváros                           |
| -------------------------------------------- | ------------------- | ------------------------------------- |
| Kabát 5' (11-esből) 15′, 57′ Czvitkovics 88' | (1 – 0) Jegyzőkönyv | Rodenbücher 75' Rósa 30' Schembri 50' |

| Oláh Gábor utcai stadion, Debrecen Nézőszám: 7 000 Játékvezető: Iványi Zoltán (magyar) |

| 12. forduló 2010. október 30. 15:00 |

| Ferencváros                  | 1 – 0               | Szolnoki MÁV      |
| ---------------------------- | ------------------- | ----------------- |
| Rodenbücher 63' Schembri 19' | (0 – 0) Jegyzőkönyv | Stanišić 38′, 90′ |

| Albert Flórián Stadion, Budapest Nézőszám: 3 500 Játékvezető: Berger József (magyar) |

| 13. forduló 2010. november 6. 17:30 |

| Zalaegerszegi TE                                                               | 2 – 1               | Ferencváros                                     |
| ------------------------------------------------------------------------------ | ------------------- | ----------------------------------------------- |
| Balázs 4' Delić 89' (11-esből) Panikvar 26' Kamber 59' Horváth 90' Varga 90+4' | (1 – 0) Jegyzőkönyv | Rósa 64' Miljković 21' Csizmadia 67' Maróti 88' |

| ZTE Aréna, Zalaegerszeg Nézőszám: 8 086 Játékvezető: Kassai Viktor (magyar) |

| 14. forduló 2010. november 14. 17:30 |

| Ferencváros              | 2 – 1               | Haladás                                  |
| ------------------------ | ------------------- | ---------------------------------------- |
| Heinz 40' Maróti 62' 52' | (1 – 0) Jegyzőkönyv | Kenesei 84' 9′, 90+3′ Nagy 42' Oross 55' |

| Albert Flórián Stadion, Budapest Nézőszám: 5 000 Játékvezető: Szabó Zsolt (magyar) |

| 15. forduló 2010. november 20. 17:30 |

| Lombard Pápa            | 0 – 5               | Ferencváros                                                                                    |
| ----------------------- | ------------------- | ---------------------------------------------------------------------------------------------- |
| Bárányos 28' Németh 85' | (0 – 3) Jegyzőkönyv | Schembri 18' 27' 76' Heinz 40' Morales 75' Andrézinho 6' Rodenbücher 9' Csizmadia 80' Tóth 88' |

| Perutz Stadion, Pápa Nézőszám: 4 500 Játékvezető: Iványi Zoltán (magyar) |

| 16. forduló 2010. november 30. 17:00 |

| Paks                                    | 3 – 2               | Ferencváros              |
| --------------------------------------- | ------------------- | ------------------------ |
| Vayer 47' Böde 78' Montvai 85' Éger 40' | (0 – 0) Jegyzőkönyv | Maróti 54' Miljković 84' |

| Fehérvári úti stadion, Paks Nézőszám: 2 000 Játékvezető: Andó-Szabó Sándor (magyar) |

### Tavaszi szezon
| 17. forduló 2011. február 25. 19:00 |

| Ferencváros                                        | 2 – 1               | Kecskeméti TE                         |
| -------------------------------------------------- | ------------------- | ------------------------------------- |
| Preklet 50' (öngól) Rósa 86' (11-esből) Tutorić 6' | (0 – 1) Jegyzőkönyv | Tököli 38' Alempijević 6' Preklet 49' |

| Albert Flórián Stadion, Budapest Nézőszám: 5 000 Játékvezető: Szabó Zsolt (magyar) |

| 18. forduló 2011. március 6. 17:30 |

| Budapest Honvéd                                          | 0 – 1               | Ferencváros                                       |
| -------------------------------------------------------- | ------------------- | ------------------------------------------------- |
| Botis 61' Lovrić 79' Hajdú 88' Zelenka 89' Akassou 90+2' | (0 – 1) Jegyzőkönyv | Stanić 12' Ranilovič 75' Csizmadia 79' Abdi 90+3' |

| Bozsik József Stadion, Budapest Nézőszám: 4 350 Játékvezető: Berger József (magyar) |

| 19. forduló 2011. március 12. 19:30 |

| Ferencváros                | 0 – 5               | Videoton                                                                  |
| -------------------------- | ------------------- | ------------------------------------------------------------------------- |
| Rósa 4' Balog 25' Tóth 60' | (0 – 2) Jegyzőkönyv | Alves 26' Vasiljević 33' Lencse 53' Andić 67' Polonkai 79' 13' Lipták 42' |

| Albert Flórián Stadion, Budapest Nézőszám: 9 500 Játékvezető: Kassai Viktor (magyar) |

| 20. forduló 2011. március 19. 17:30 |

| Győri ETO                                             | 1 – 0               | Ferencváros |
| ----------------------------------------------------- | ------------------- | ----------- |
| Alekszidze 50' Völgyi 42' Koltai 48' Pilibaitis 90+3' | (0 – 0) Jegyzőkönyv | Maróti 34'  |

| ETO Park, Győr Nézőszám: 4 800 Játékvezető: Andó-Szabó Sándor (magyar) |

| 21. forduló 2011. április 1. 19:00 |

| Ferencváros                                       | 1 – 0               | Újpest                                                  |
| ------------------------------------------------- | ------------------- | ------------------------------------------------------- |
| Heinz 40' Andrézinho 44' Rodenbücher 47' Rósa 56' | (1 – 0) Jegyzőkönyv | Rajczi 12' Balajti 18' Mitrović 20' Rubus 59' Lázár 82' |

| Albert Flórián Stadion, Budapest Nézőszám: 12 000 Játékvezető: Iványi Zoltán (magyar) |

| 22. forduló 2011. április 9. 15:00 |

| BFC Siófok                         | 1 – 1               | Ferencváros                         |
| ---------------------------------- | ------------------- | ----------------------------------- |
| Délczeg 19' Kecskés 29' Lukács 84' | (1 – 0) Jegyzőkönyv | Schembri 64' 13' Tóth 32' Heinz 48' |

| Révész Géza utcai stadion, Siófok Nézőszám: 4 000 Játékvezető: Szabó Zsolt (magyar) |

| 23. forduló 2011. április 15. 19:00 |

| Ferencváros  | 0 – 1               | Vasas                                                                       |
| ------------ | ------------------- | --------------------------------------------------------------------------- |
| Dragóner 70' | (0 – 0) Jegyzőkönyv | Maróti 78' (öngól) Mileusnić 5' Rezes 14' Kulcsár 68' Kovács 74' Németh 84' |

| Albert Flórián Stadion, Budapest Nézőszám: 4 500 Játékvezető: Alvaro Garcia Miquel (chilei) |

| 24. forduló 2011. április 24. 17:30 |

| MTK Budapest                     | 1 – 3               | Ferencváros                                   |
| -------------------------------- | ------------------- | --------------------------------------------- |
| Könyves 65' Vukmir 24' Hajdú 89' | (0 – 0) Jegyzőkönyv | Schembri 66' 72' Maróti 86' 60' Miljković 83' |

| Hidegkuti Nándor Stadion, Budapest Nézőszám: 4 000 Játékvezető: Kassai Viktor (magyar) |

| 25. forduló 2011. április 27. 18:00 |

| Kaposvári Rákóczi                                                 | 2 – 1               | Ferencváros                       |
| ----------------------------------------------------------------- | ------------------- | --------------------------------- |
| Oláh 63' (11-esből) Zsók 90' 25' Okuka 18' Gujić 21' Pavlović 63' | (0 – 0) Jegyzőkönyv | Schembri 47' Tutorić 20' Rósa 83' |

| Rákóczi Stadion, Kaposvár Nézőszám: 3 500 Játékvezető: Bognár Tamás (magyar) |

| 26. forduló 2011. május 1. 17:30 |

| Ferencváros                                                       | 1 – 1               | Debreceni VSC                                                |
| ----------------------------------------------------------------- | ------------------- | ------------------------------------------------------------ |
| Mijadinoszki 86' (öngól) Morales 28' Balog 36' Tóth 59' Heinz 79' | (0 – 0) Jegyzőkönyv | Coulibaly 56' 40' Szakály 33' Bódi 76' Ramos 77' Dombi 90+2' |

| Albert Flórián Stadion, Budapest Nézőszám: 3 500 Játékvezető: Iványi Zoltán (magyar) |

| 27. forduló 2011. május 7. 15:00 |

| Szolnoki MÁV                                                 | 2 – 3               | Ferencváros                                                              |
| ------------------------------------------------------------ | ------------------- | ------------------------------------------------------------------------ |
| Zsolnai 22' 45' Gošić 26' Đurović 41' Lengyel 53' Némedi 64' | (2 – 3) Jegyzőkönyv | Pölöskey 20' Schembri 23' Rósa 42' (11-esből) 60' Júnior 79' Morales 90' |

| Tiszaligeti stadion, Szolnok Nézőszám: 3 000 Játékvezető: Berger József (magyar) |

| 28. forduló 2011. május 10. 20:00 |

| Ferencváros                                                                    | 4 – 4               | Zalaegerszegi TE                                                        |
| ------------------------------------------------------------------------------ | ------------------- | ----------------------------------------------------------------------- |
| Schembri 35' 83' Pölöskey 55' 89' Heinz 75' Abdi 25' Morales 69' Csizmadia 74' | (1 – 4) Jegyzőkönyv | Szalai 16' 60' Balázs 18' Turkovs 28' 29' Kamber 39' 42' Simonfalvi 69' |

| Albert Flórián Stadion, Budapest Nézőszám: 3 000 Játékvezető: Kassai Viktor (magyar) |

| 29. forduló 2011. május 15. 17:30 |

| Haladás                                                        | 1 – 1               | Ferencváros                               |
| -------------------------------------------------------------- | ------------------- | ----------------------------------------- |
| Iszlai 51' (11-esből) Fodrek 24' Nagy II G. 30′, 77′ Rózsa 90' | (0 – 0) Jegyzőkönyv | Rósa 61' Tutorić 14' Stanić 31' Heinz 90′ |

| Rohonci úti stadion, Szombathely Nézőszám: 6 000 Játékvezető: Andó-Szabó Sándor (magyar) |

| 30. forduló 2011. május 22. 17:30 |

| Ferencváros                               | 3 – 0               | Lombard Pápa                       |
| ----------------------------------------- | ------------------- | ---------------------------------- |
| Schembri 45' 68' Morales 71' Dragóner 89' | (1 – 0) Jegyzőkönyv | Rebrik 22' Quintero 24' Žuļevs 32' |

| Albert Flórián Stadion, Budapest Nézőszám: 6 000 Játékvezető: Fábián Mihály (magyar) |

### A bajnokság végeredménye
| #  | Csapat             | M  | GY | D  | V  | G+ – G– | GK  | P  | Megjegyzések                                   |
| -- | ------------------ | -- | -- | -- | -- | ------- | --- | -- | ---------------------------------------------- |
| 1. | Videoton           | 30 | 18 | 7  | 5  | 59–29   | +30 | 61 | 2011–2012-es Bajnokok Ligája – 2. selejtezőkör |
| 2. | Paks               | 30 | 17 | 5  | 8  | 54–38   | +16 | 56 | 2011–2012-es Európa-liga – 1. selejtezőkör     |
| 3. | Ferencváros        | 30 | 15 | 5  | 10 | 50–43   | +7  | 50 | 2011–2012-es Európa-liga – 1. selejtezőkör     |
| 4. | Zalaegerszegi TE   | 30 | 14 | 6  | 10 | 51–47   | +4  | 48 |                                                |
| 5. | Debreceni VSCCV, K | 30 | 12 | 10 | 8  | 53–43   | +10 | 46 |                                                |
| 6. | Újpest             | 30 | 13 | 6  | 11 | 50–38   | +12 | 45 |                                                |

Forrás: MLSZ adatbank 
A rangsorolás alapszabályai: 1. összpontszám, 2. győzelmek száma, 3. gólkülönbség, 4. szerzett gólok száma, 5. egymás elleni eredmények összpontszáma,  6. egymás elleni eredmények gólkülönbsége, 7. egymás elleni eredmények szerzett góljainak száma, 8. egymás elleni eredmények idegenben szerzett góljainak száma.
(B): Bajnokcsapat, (K): Kieső csapat, (F): Feljutó csapat, (I): Kupainduló, (R): A rájátszás győztese, (KGY): Kupagyőztes

### Helyezések fordulónként
| Forduló  | 1  | 2  | 3 | 4 | 5  | 6 | 7 | 8  | 9  | 10 | 11 | 12 | 13 | 14 | 15 | 16 | 17 | 18 | 19 | 20 | 21 | 22 | 23 | 24 | 25 | 26 | 27 | 28 | 29 | 30 |
| -------- | -- | -- | - | - | -- | - | - | -- | -- | -- | -- | -- | -- | -- | -- | -- | -- | -- | -- | -- | -- | -- | -- | -- | -- | -- | -- | -- | -- | -- |
| Helyszín | O  | I  | O | I | O  | I | O | I  | O  | O  | I  | O  | I  | O  | I  | I  | O  | I  | O  | I  | O  | I  | O  | I  | I  | O  | I  | O  | I  | O  |
| Eredmény | GY | GY | V | D | GY | V | V | GY | GY | GY | V  | GY | V  | GY | GY | V  | GY | GY | V  | V  | GY | D  | V  | GY | V  | D  | GY | D  | D  | GY |
| Helyezés | 5  | 2  | 5 | 5 | 3  | 7 | 9 | 6  | 4  | 3  | 4  | 3  | 5  | 4  | 3  | 4  | 2  | 2  | 2  | 2  | 2  | 2  | 4  | 2  | 4  | 4  | 3  | 3  | 3  | 3  |

Helyszín: O = Otthon; I = Idegenben. Eredmény: GY = Győzelem; D = Döntetlen; V = Vereség.

### Összesítés
Az alábbi táblázatban összesítve szerepelnek a Ferencváros 2010/11-es bajnokságban elért eredményei.
| Ősz/tavasz (forduló)    | Otthon | Otthon | Otthon | Otthon | Otthon | Otthon | Otthon | Idegenben | Idegenben | Idegenben | Idegenben | Idegenben | Idegenben | Idegenben |
| Ősz/tavasz (forduló)    | M      | GY     | D      | V      | LG–KG  | GK     | P      | M         | GY        | D         | V         | LG–KG     | GK        | P         |
| ----------------------- | ------ | ------ | ------ | ------ | ------ | ------ | ------ | --------- | --------- | --------- | --------- | --------- | --------- | --------- |
| Őszi szezon (1–16.)     | 8      | 6      | 0      | 2      | 14–7   | +7     | 18     | 8         | 3         | 1         | 4         | 15–16     | –1        | 10        |
| Tavaszi szezon (17–30.) | 7      | 3      | 2      | 2      | 11–12  | –1     | 11     | 7         | 3         | 2         | 2         | 10–8      | +2        | 11        |
| Összesen (1–30.)        | 15     | 9      | 2      | 4      | 25–19  | +6     | 29     | 15        | 6         | 3         | 6         | 25–24     | +1        | 21        |

## Magyar Kupa
- A Ferencváros az első két fordulóban nem szerepelt.

| 3. forduló 2010. szeptember 22. 15:30 |

| Újbuda       | 1 – 8               | Ferencváros                                                                                                   |
| ------------ | ------------------- | --- |
| Potemkin 30' | (1 – 3) Jegyzőkönyv | Miljković 9' 20' Stanić 43' Danquah 49' Laki 54' (öngól) Balog 72' Csizmadia 81' 30' Morales 83' Stockley 63' |

| Béke téri Stadion, Budapest Nézőszám: 400 Játékvezető: Erdős József (magyar) |

| 4. forduló 2010. október 27. 18:00 |

| REAC       | 0 – 5               | Ferencváros                                      |
| ---------- | ------------------- | ------------------------------------------------ |
| Gulyás 14' | (0 – 3) Jegyzőkönyv | Morales 21' Rósa 29' Miljković 38' 55' Józsi 61' |

| Budai II László Stadion, Budapest Nézőszám: 700 Játékvezető: Oláh Gábor (magyar) |

| 5. forduló – 1. mérkőzés 2010. november 10. 18:00 |

| BFC Siófok                             | 3 – 1               | Ferencváros                                                   |
| -------------------------------------- | ------------------- | ------------------------------------------------------------- |
| László 7' Csermelyi 45' 68' Piller 90' | (2 – 0) Jegyzőkönyv | Andrézinho 90+1' Tóth 6' Heinz 42' Rodenbücher 78' Stanić 87' |

| Révész Géza utcai stadion, Siófok Nézőszám: 500 Játékvezető: Bognár Tamás (magyar) |

| 5. forduló – 2. mérkőzés 2011. március 1. 18:00 |

| Ferencváros                                                     | 2 – 1               | BFC Siófok                                                 |
| --------------------------------------------------------------- | ------------------- | ---------------------------------------------------------- |
| Tóth 55' Schembri 61' 65' Miljković 48' Tutorić 71' Morales 86' | (0 – 0) Jegyzőkönyv | Honma 51' Fehér 14' Mogyorósi 67' Lukács 70' Horváth 90+2' |

| Albert Flórián Stadion, Budapest Nézőszám: 2 000 Játékvezető: Alvaro Garcia Miquel (chilei) |

- A BFC Siófok 4–3-as összesítéssel jutott tovább.

## Ligakupa
| Csoportkör 2010. július 28. 17:30 |

| Lombard Pápa | 0 – 0               | Ferencváros           |
| ------------ | ------------------- | --------------------- |
|              | (0 – 0) Jegyzőkönyv | Pisanjuk 30' Sváb 73' |

| Perutz Stadion, Pápa Nézőszám: 1 000 Játékvezető: Berger József (magyar) |

| Csoportkör 2010. november 3. 18:00 |

| Ferencváros                | 0 – 0               | Haladás                            |
| -------------------------- | ------------------- | ---------------------------------- |
| Jakimovszki 14' Vattai 27' | (0 – 0) Jegyzőkönyv | Lengyel 50' Tóth 58' Devecseri 90' |

| Albert Flórián Stadion, Budapest Nézőszám: 250 Játékvezető: Radványi Ádám (magyar) |

| Csoportkör 2010. december 8. 13:00 |

| Ferencváros                               | 4 – 2               | Lombard Pápa                                                 |
| ----------------------------------------- | ------------------- | ------------------------------------------------------------ |
| Fitos 2' Tóth B. 37' Abdi 57' Nyilasi 76' | (2 – 1) Jegyzőkönyv | Venczel 40' 90' Dlusztus 36' Tóth G. 45' Rajnay 72' Bíró 86' |

| Árok utcai pálya, Budaörs Nézőszám: zárt kapus Játékvezető: Berger József (magyar) |

| Csoportkör 2011. február 16. 12:45 |

| Haladás             | 1 – 1               | Ferencváros             |
| ------------------- | ------------------- | ----------------------- |
| Sipos 43' Simon 58' | (1 – 0) Jegyzőkönyv | Pölöskey 90+3' Papp 43' |

| Illés Béla Labdarúgó Akadémia, Szombathely Nézőszám: zárt kapus Játékvezető: Szilasi Szabolcs (magyar) |

### A csoport végeredménye
| Színmagyarázat | Színmagyarázat                                                 |
| -------------- | -------------------------------------------------------------- |
|                | A csoportelső bejutott a negyeddöntőbe.                        |
|                | A csoport többi helyezettje nem folytathatta a kupaszereplést. |

| Csapat       | M | Gy | D | V | G+ | G– | Gk | P |
| ------------ | - | -- | - | - | -- | -- | -- | - |
| Haladás      | 4 | 2  | 2 | 0 | 6  | 4  | +2 | 8 |
| Ferencváros  | 4 | 1  | 3 | 0 | 5  | 3  | +2 | 6 |
| Lombard Pápa | 4 | 0  | 1 | 3 | 5  | 9  | –4 | 1 |